# Le Quatrième Protocole (film)
Pour plus de détails, voir Fiche technique et Distribution.
Le Quatrième Protocole (titre original : The Fourth Protocol) est un film britannique d'espionnage réalisé par John Mackenzie et sorti en 1987.
Le film débute en 1968, où le quatrième protocole est signé par les États-Unis, l'URSS, la France et le Royaume-Uni. Il interdit à toute nation possédant la force nucléaire d'introduire clandestinement toute arme nucléaire, dans un territoire étranger. Vingt ans plus tard, alors que des élections cruciales au Royaume-Uni pourraient mener à une victoire de la gauche soutenue par Moscou — et plus important encore, à une déstabilisation majeure de l'OTAN (voire à son démantèlement) — l'URSS met au point un plan inimaginable pour garantir que cette possibilité devienne réalité. Ce plan consiste à introduire secrètement une arme nucléaire dans une base américaine en Grande-Bretagne pour la faire exploser quelques jours avant des élections générales.

## Synopsis
En 1968, un accord Est-Ouest est établi pour stopper la prolifération nucléaire. L'une de ses clauses, le Quatrième Protocole, interdit le lancement non conventionnel d'une arme nucléaire sur une cible.
L'officier du MI5 John Preston s'introduit par effraction dans la résidence du fonctionnaire du gouvernement britannique George Berenson le soir du Nouvel An et trouve un certain nombre de dossiers top secrets de l'OTAN qui n'auraient pas dû s'y trouver. Il rapporte ses découvertes au haut responsable des services secrets britanniques, Sir Nigel Irvine, qui s'occupe de la fuite. La méthode non autorisée de Preston pour récupérer les documents embarrasse le directeur par intérim du MI5, Brian Harcourt-Smith, et en guise de punition pour son insubordination, Preston est relégué aux humbles «aéroports et ports».
L'officier du KGB, le major Valeri Petrofsky, est envoyé en mission au Royaume-Uni par le général Govorshin, chef du KGB. Le subordonné de Govorshin, Pavel Borisov, se plaint à son vieil ami le général Yevgeny Karpov, de la privation de ressources et de personnel de son département, en particulier de son officier vedette Petrofsky. Un Karpov surpris enquête tranquillement et apprend la mission non autorisée de Petrofsky - violer le quatrième protocole en assemblant et en faisant exploser un engin atomique sous faux drapeau, pour apparaître comme un accident nucléaire américain sur une base militaire voisine, destiné à tendre les relations anglo-américaines et renforcer le mouvement anti-nucléaire avant une élection en faveur de l'Union soviétique.
A Glasgow, un marin soviétique est percuté par un camion alors qu'il fuyait un garde portuaire. Parmi les possessions du mort, Preston trouve un disque de polonium, qui ne pouvait être utile que comme composant d'un détonateur pour une bombe. Il informe Harcourt-Smith, mais est rapidement suspendu, car Harcourt-Smith pense que Preston fabrique un faux incident pour retourner au MI5. Preston, cependant, a la confiance de Sir Bernard Hemmings, le directeur gravement malade du MI5, ainsi que d'Irvine, qui est heureux de contourner les directives de Harcourt-Smith. Preston se met au travail et tombe finalement sur Winkler, un agent tchèque connu du KGB, et le suit de l'aéroport.
Pendant ce temps, Petrofsky rencontre l'agent du KGB Irina Vassilievna, une experte en bombe qui se fait passer pour sa femme. Sous sa direction, ils assemblent l'appareil à partir des objets de contrebande et elle le règle sur un délai de deux heures comme convenu. À l'insu de Petrofsky, Vassilievna suit ses propres ordres, remettant le délai à zéro. Après avoir eu des relations sexuelles avec Petrofsky, elle trouve son propre ordre secret pour l'éliminer et tente de l'avertir de la double croix, mais il la tue avant qu'elle ne le puisse.
Ensuite, Petrofsky est observé en train de contacter Winkler. Preston le suit jusqu'à Ipswich, le perd, puis le retrouve. Preston réalise finalement que la cible de Petrofsky est RAF Baywaters et localise la maison de Petrofsky, qui se trouve juste à côté de la base.
Lorsque Petrofsky commence à activer la bombe, sur une impulsion, il vérifie d'abord la minuterie et se rend compte qu'il a été trahi. À ce moment, une équipe SAS prend d'assaut la maison et pendant une lutte, Preston soumet et désactive Petrofsky. À l'indignation de Preston, l'un des membres de l'équipe SAS tire de sang-froid et tue Petrofsky, expliquant sans détour par la suite qu'il avait l'ordre de le faire.
Aux funérailles d'Hemmings, Preston n'est pas surpris de trouver Irvine rencontrant secrètement le général Karpov. Preston était devenu méfiant lorsque l'agent connu du KGB, Winkler, a été utilisé comme coursier, ce qui a facilité sa poursuite, et aussi lorsque Petrofsky a été tué au lieu d'être capturé pour être interrogé. Il a supposé que discréditer Govorshin profiterait à la fois à Irvine et à Karpov (souriant à tous les deux que garder le contrôle de leur carrière est tout ce qui compte pour eux). Preston ne voit aucun intérêt à les exposer et part après avoir exprimé son mépris pour leur jeu de pouvoir cynique (Irvine assurant secrètement à Karpov qu'ils contrôlent Preston, alors qu'ils l'observent secrètement retrouver son jeune fils).

## Fiche technique
- Titre : Le Quatrième Protocole
- Titre original: The Fourth Protocol
- Réalisation : John Mackenzie
- Scénario : George Axelrod et Richard Burridge d'après le roman de Frederick Forsyth (The Fourth Protocol)
- Production : Timothy Burrill, Michael Caine, Frederick Forsyth et Wafic Said
- Musique : Lalo Schifrin
- Photographie : Phil Meheux
- Montage : Graham Walker
- Pays d'origine :  Royaume-Uni
- Format : Couleur — 35 mm — 2,35:1 — Son : Dolby Stereo
- Genre : Film d'espionnage, Thriller
- Durée : 119 minutes
- Dates de sortie :
  -  Royaume-Uni : 19 mars 1987 (première à Londres) / 20 mars 1987 (sortie nationale)
  -  Australie : 4 juin 1987
  -  États-Unis : 28 août 1987
  -  France : 15 juin 1988

## Distribution
- Michael Caine (VF : Dominique Paturel) : John Preston
- Pierce Brosnan (VF : Claude Giraud) : Valeri Petrofsky / James Edward Ross
- Ned Beatty (VF : Albert Augier) : Borisov / Pavel Petrovic
- Joanna Cassidy (VF : Monique Thierry) : Irina Vassilievna
- Julian Glover (VF : Claude d'Yd) : Brian Harcourt-Smith
- Michael Gough (VF : Michel Gudin) : Sir Bernard Hemmings
- Nancy Crane (VF : Monique Morisi) : la secrétaire de Karpov
- John Horsley (VF : Louis Arbessier) : Sir Anthony Plumb
- Philip Jackson (VF : Gérard Surugue) : Burkinshaw
- Ray McAnally (VF : André Valmy) : le général Karpov
- Ian Richardson (VF : Bernard Dhéran) : Sir Nigel Irvine
- Anton Rodgers (VF : Philippe Dumat) : George Berenson
- Caroline Blakiston (VF : Maryse Meryl) : Angela Berenson
- Joseph Brady (VF : Gérard Surugue) : Carmichael
- Betsy Brantley (VF : Denise Metmer) : Eileen McWhirter
- Sean Chapman (VF : Régis Ivanov) : le capitaine Lyndhurst
- Matt Frewer (VF : Philippe Ogouz) : Tom McWhirter
- Jerry Harte (VF : Bernard Musson) : le Pr Krilov
- Michael J. Jackson (VF : Patrice Keller) : le major Pavlov
- Matthew Marsh (VF : Daniel Russo) : Barry Banks
- Alan North (VF : Henry Djanik) : Govershin
- Ronald Pickup (VF : Michel Muller) : Wynne-Evans
- Octavia Verdin (VF : Anne Kerylen) : Jill Dunkley
- Kenneth Midwood (VF : Philippe Ogouz) : l'aumônier
- James Older (VF : Maryse Meryl puis Jackie Berger) : Timmy Preston
- Richard Ridings (VF : Gérard Surugue) : un skinhead dans le métro
- Mark Rolston (VF : Jean Lescot) : l'officier de Govershin
- Patsy Smart (VF : Maryse Meryl) : la gouvernante de Preston
- Tariq Yunus (VF : Jean-Claude Robbe) : l'agent de l'immigration

## Autour du film
Le film s'inspire de personnalités réelles pour son scénario : l'auteur du plan est Kim Philby, taupe soviétique au Royaume-Uni passé à l'Est en 1963 ; le Secrétaire Général soviétique ressemble beaucoup à Iouri Andropov.